# Communauté de communes de Mens
 (avril 2013).
Si vous disposez d'ouvrages ou d'articles de référence ou si vous connaissez des sites web de qualité traitant du thème abordé ici, merci de compléter l'article en donnant les références utiles à sa vérifiabilité et en les liant à la section « Notes et références ».
 (avril 2013).
La communauté de communes de Mens était une communauté de communes française, située dans le département de l'Isère et la région Rhône-Alpes.
Depuis le 1er janvier 2012, elle a rejoint la Communauté de communes du Trièves.

## Composition
La communauté de communes regroupait 9 communes :
| Nom                     | Code Insee | Gentilé         | Superficie (km2) | Population (dernière pop. légale) | Densité (hab./km2) |
| ----------------------- | ---------- | --------------- | ---------------- | --------------------------------- | ------------------ |
| Mens (siège)            | 38226      | Mensois         | 28,29            | 1 361 (2014)                      | 48                 |
| Cordéac                 | 38125      | Cordéacous      | 26,62            | 207 (2014)                        | 7,8                |
| Cornillon-en-Trièves    | 38127      | Cornillonnais   | 13,92            | 171 (2014)                        | 12                 |
| Lavars                  | 38208      | Lavardons       | 14,80            | 150 (2014)                        | 10                 |
| Prébois                 | 38321      | Prabouissous    | 16,03            | 164 (2014)                        | 10                 |
| Saint-Baudille-et-Pipet | 38366      | San-Brancassous | 35,97            | 256 (2014)                        | 7,1                |
| Saint-Jean-d'Hérans     | 38403      | Hérandous       | 17,48            | 299 (2014)                        | 17                 |
| Saint-Sébastien         | 38456      | Sébastienous    | 20,98            | 260 (2014)                        | 12                 |
| Tréminis                | 38514      | Tréminisous     | 49,40            | 180 (2014)                        | 3,6                |

### liens externes
- Le SPLAF
- La base ASPIC